# Orri Vigfússon
Pour les articles homonymes, voir Vigfússon.
Orri Vigfússon, né en 1942 et mort le 2 juillet 2017, est un entrepreneur et environnementaliste islandais.

## Biographie
Avec sa fondation, North Atlantic Salmon Fund, Orri Vigfússon avait pour objectif de repeupler l'Atlantique Nord en saumons sauvages. Il a notamment développé la population des saumons dans les rivières des environs de Vopnafjörður.
Time Magazine l'a déclaré « héros européen » en 2004 et il a été récompensé par le Prix Goldman pour l'environnement en 2007 pour ses efforts de conservation des espèces en danger,. Il a également été récompensé par l'Ordre du Faucon.